# Wizards & Warriors
Wizards & Warriors är ett sidscrollande plattformsspel utvecklat av Rare till Nintendo Entertainment System (NES). Spelet utgavs av Acclaim och släpptes i Nordamerika i december 1987, och i Europa den 7 januari 1990 samt i Japan den 15 juli 1988, under titeln Densetsu no Kishi Elrond (伝説の騎士エルロンド  Legendariske riddaren Elrond?).

## Handling
Riddarkrigaren Kuros skall rädda kungariket Elrond och besegra den elake trollkarlen Malkil, som håller prinsessan fången i ett slott.

### Fotnoter
1. 1 2 3  ”Wizards & Warriors”. NES DB. 29 mars 1987. Arkiverad från originalet den 11 mars 2015. https://web.archive.org/web/20150311182624/http://www.nesdb.se/game_more.php?id=342&rid=1. Läst 26 april 2014.